# Вулька-Цицовська
Вулька-Цицовська (пол. Wólka Cycowska) — село в Польщі, у гміні Циців Ленчинського повіту Люблінського воєводства. Населення — 715 осіб (2011).

## Історія
За даними етнографічної експедиції 1869—1870 років під керівництвом Павла Чубинського, у селі здебільшого проживали греко-католики, які розмовляли українською мовою.
У 1921 році село входило до складу гміни Циців Холмського повіту Люблінського воєводства Польської Республіки.
У 1975—1998 роках село належало до Холмського воєводства.

## Демографія
Станом на 10 вересня 1921 року в селі налічувалося 24 будинки та 203 мешканці, з них:
- 108 чоловіків та 95 жінок;
- 151 православний, 29 римо-католиків, 20 юдеїв, 3 євангельські християни;
- 151 українець, 29 поляків, 20 євреїв, 3 німці.

Демографічна структура станом на 31 березня 2011 року:
|          | Загалом | Допрацездатний вік | Працездатний вік | Постпрацездатний вік |
| -------- | ------- | ------------------ | ---------------- | -------------------- |
| Чоловіки | 356     | 73                 | 259              | 24                   |
| Жінки    | 359     | 71                 | 232              | 56                   |
| Разом    | 715     | 144                | 491              | 80                   |